# 徐東辰
徐 東辰（ソ・ドンジン、朝鮮語: 서동진、1900年1月16日 - 1970年1月15日）は、日本統治時代の朝鮮の水彩画家、韓国の政治家。第3・5代韓国国会議員。本貫は達城徐氏、画家の徐東均は親戚にあたる。号は小虚（소허）。

## 経歴
大邱で新教育運動家の母親の下で生まれた。1918年に啓聖学校に入学後は美術教師の李相定（李相和の兄）の下で洋画を勉強したが、1919年の三・一運動により中退した。その後、高羲東が勤務する京城の徽文高等普通学校に入学した。1924年に卒業後、大邱の啓聖学校で美術教師を半年間務め、1925年〜26年に日本の内地へ美術留学をした。帰国後は嶠南学校（大倫高等学校の前身）で教師を務めながら、大邱の洋画運動を主導したため、「大邱の近代美術の代父」と呼ばれた。大邱の洋画運動は朝鮮で京城と平壌に次ぐ3番目の洋画運動であるが、ソウルと平壌では油絵が中心であるのに対し、大邱では水彩画が中心であった。1927年に寿洞で印刷所、美術研究施設の大邱美術社を設立したほか、同年6月に大邱の朝陽会館で東亜日報大邱支局主催の初の個展を開き、風景画や人物の水彩画など45点を出品した。1928年7月にも個展を開き、28年〜32年の朝鮮美術展覧会に水彩風景画を4点出品した。同時期に李仁星、金龍祚などの新人画家を励まし、1928年に洋画、童謡、詩歌などの芸術家と学徒からなる文芸団体「零科会」に参加し、1930年に純粋芸術を求める画家からなる「郷土会」を創立した。「郷土会」は政局により、1935年の画展をもって活動を中断した。
光復後の1950年に大邱画友会の創立に参加したが、その後は画壇を離れ、政界に転身した。同年の第2代総選挙で落選した後、1954年の第3代総選挙と1960年の第5代総選挙で当選し、国会議員を2期務めた。ほかに慶北青年会会長、慶北援護会・慶北厚生会会長、大邱金融組合監事、嶺南日報社取締役、全国文化団体総連合会慶北道委員長、民主国民党慶北道党最高委員、民主党大邱市甲区党委員長、慶北体育会理事を歴任した。1961年の5・16軍事クーデター以降は政界から引退し、水彩画ではなく韓国画を描いて晩年を過ごした。1970年1月15日に大邱の自宅で死去。70歳没。

## 作品
「自画像」（자화상、1924年）、「午後の風景」（오후의 풍경、1931年）、「裏路地」（뒷골목、1932年）などがある。路地の風景や都市の近代化を表現する風景画と自画像、友人の人物画が多い。